# Bisdom Basankusu

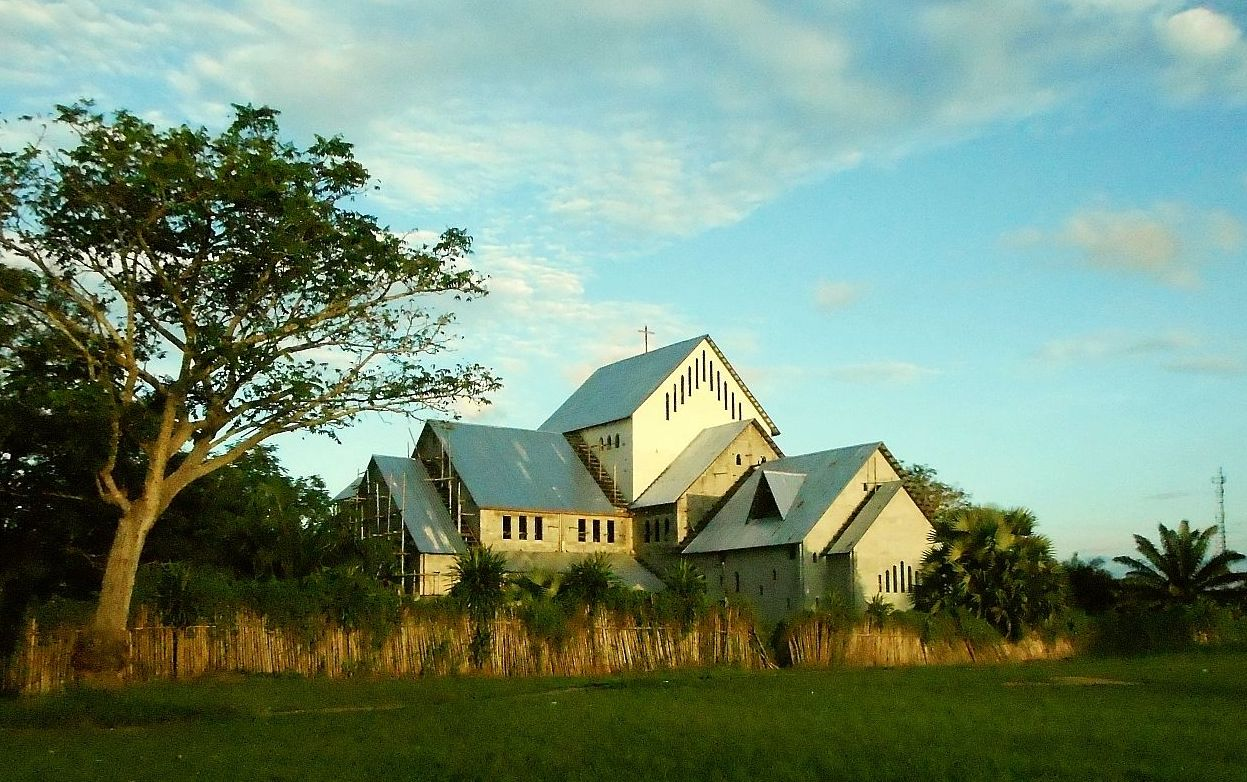
De nieuwe Sint-Petrus en Pauluskathedraal in 2018

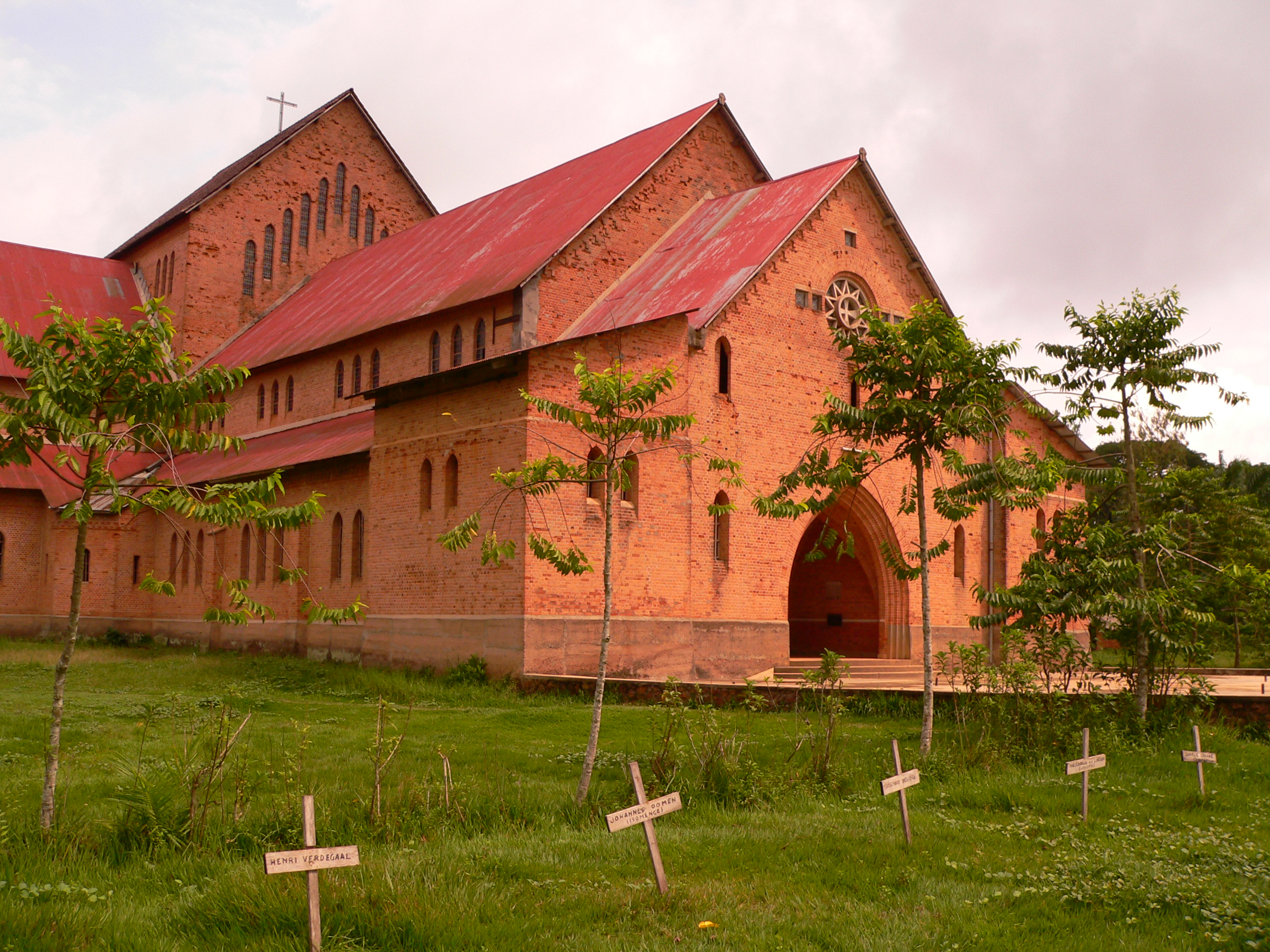
De voormalige Sint-Petrus en Pauluskathedraal

Het bisdom Basankusu (Latijn: Dioecesis Basankusuensis) is een rooms-katholiek bisdom in Congo-Kinshasa met als zetel de Sint-Petrus en Pauluskathedraal in Basankusu (Evenaarsprovincie). Het is een suffragaan bisdom van het aartsbisdom Mbandaka-Bikoro en werd opgericht in 1959. 
Een eerste missiepost werd er gesticht door de Missionarissen van Mill Hill. In 1926 werd er de apostolische prefectuur van Basankusu opgericht. Deze werd in 1948 verheven tot een apostolisch vicariaat en op 10 november 1959 tot een bisdom. De eerste bisschop was de Nederlandse pater Willem van Kester, missionaris van Mill Hill, die vanaf 1952 al apostolisch vicaris van Basankusu was. Het bisdom heeft een oppervlakte van 77.000 km2 en telde in 2017 1.302.000 inwoners waarvan 25% rooms-katholiek was.

## Bisschoppen
- Willem van Kester, M.H.M. (1959-1974)
- Ignace Matondo Kwa Nzambi, C.I.C.M. (1974-1998)
- Joseph Mokobe Ndjoku (2001-2023)
- Libère Pwongo Bope (2023- )